# کریزتینا رگوچه
کریزتینا رگوچه (انگلیسی: Krisztina Regőczy؛ زادهٔ ۱۹ آوریل ۱۹۵۵) از برندگان مدال‌های بازی‌های المپیک زمستانی و رقصنده روی یخ اهل مجارستان است.